# Chi Thú xương mỏng
Chi Thú xương mỏng (tê giác khổng lồ cổ đại), tên khoa học Elasmotherium, là một chi tê giác khổng lồ cao trung bình 2 m (7 ft), dài 4,5-5,0 m (16–17 ft), có một sừng dài khoảng 2 m trên trán và có thể nặng tới 3,5-4,5 tấn. Các chân của chúng dài hơn của các loài tê giác khác và có lẽ thích hợp cho việc phi nhanh, làm cho dáng đi của chúng giống như kiểu phi nước đại của ngựa. Các răng của chúng tương tự như của ngựa và thích hợp với việc gặm các loại cây cỏ mọc thấp.
Loài to lớn nhất, E. sibiricum, đã từng sinh sống ở miền nam Nga, Ukraina và Moldova trong thế Pleistocen. Nó cũng xuất hiện vào Hậu Pliocen ở Trung Á. Nguồn gốc xuất hiện của nó có liên quan tới chi Sinotherium. Các loài E. inexpectatum và E. peii sinh sống ở miền đông Trung Quốc trong thời gian thuộc Thượng Pliocen - Tiền Pleistocen. Chúng biến mất vào khoảng 1,6 Ma, hiện được coi là đồng nghĩa muộn của E. sibiricum. Các mẫu hóa thạch sớm nhất về các loài tê giác Elasmotherium ở Nga được biết đến từ các bộ sưu tập Thượng Pliocen gần Biển Đen. Loài E. caucasicum đã từng phân bố rộng trong khu vực này trong khoảng từ 1,1 Ma tới 0,8 Ma. Loài tiến hóa nhiều hơn là E. sibiricum đã xuất hiện vào Trung Pleistocen. Nó chiếm lĩnh toàn bộ phần tây nam Nga, kéo dài về phía đông tới miền tây Siberi. Các loài tê giác này tồn tại ở Đông Âu cho tới khoảng 39.000 năm trước, trong Hậu Pleistocen. Niên đại gần hơn là 26.000 năm trước ngày nay được coi là ít tin cậy.
Tuy nhiên, một số người cho rằng các loài tê giác Elasmotherium có thể đã sống sót tới thời kỳ cổ đại và chúng có thể là nguồn gốc của các huyền thoại về các loại độc giác thú (thú một sừng), do miêu tả của các động vật này là phù hợp tốt với thú một sừng karkadann của người Ba Tư, cũng như kỳ lân của người Trung Quốc.

## Miêu tả và cổ sinh vật học
Các đặc trưng kỳ dị về hình thái của tê giác Elasmotherium đã tạo ra 2 giả thuyết chính về sự xuất hiện và đặc trưng môi trường sống của chúng. Giả thuyết thứ nhất, được công nhận nhiều hơn như miêu tả trên đây, coi chúng như là các động vật to lớn có lông mịn như len và sừng to ở trán, sinh sống trên các thảo nguyên. Tuy nhiên, người ta chưa tìm thấy bất kỳ hóa thạch nào của sừng.

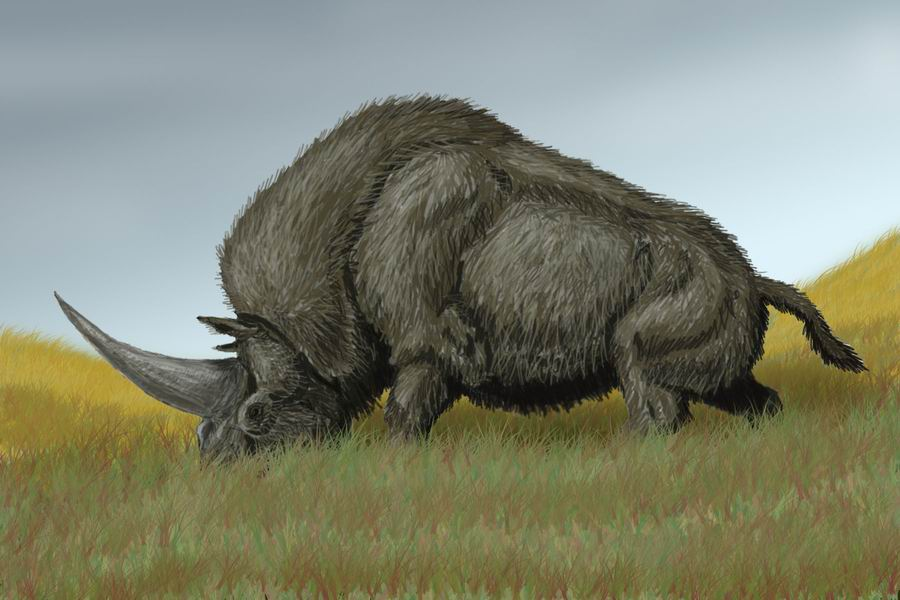
Elasmotherium sibiricum.

Giả thuyết thứ hai coi Elasmotherium là các sinh vật sống ven sông. Rất có thể là Elasmotherium sinh sống trong cả hai môi trường này. Các đặc trưng về bộ răng và hộp sọ hỗ trợ cho giả thuyết thứ hai. Tổ hợp các đặc trưng này cũng như việc chúng không có răng nanh và các bướu bên phát triển mạnh của đốt sống cổ cho thấy chúng có chuyển động sang bên của đầu, có lẽ là do gặm cỏ. Cấu trúc bộ răng kiểu hypsodont chỉ ra sự tồn tại của các hạt khoáng vật trong thức ăn. Các loại thức ăn như thế chỉ có thể thu thập bằng cách lôi kéo các loại thực vật rậm rạp ra khỏi đất ẩm. Các điều kiện như thế là điển hình của các môi trường sống ven sông. Ngược lại, môi trường sống thảo nguyên được chỉ ra bởi các chân vừa dài vừa mảnh dẻ của chúng, đặc biệt thích hợp cho các sinh vật gặm cỏ trên một không gian rộng lớn.

## Chứng nhân lịch sử
Người ta tin rằng Elasmotherium đã biến mất trong thời kỳ tiền sử. Tuy nhiên, theo Nordisk familjebok và nhà khoa học Willy Ley thì chúng có thể đã sống sót tới thời gian đủ gần đây để có thể được ghi nhớ trong các truyền thuyết của người Evenk tại Nga như là các con "bò" to lớn lông đen với một sừng trên đầu.